# Локатело
Локатѐло (на италиански: Locatello; на ломбардски: Locadel, Локадел) е село и община в Северна Италия, провинция Бергамо, регион Ломбардия. Разположено е на 557 m надморска височина. Населението на общината е 807 души (към 2017 г.).